# Erigone antegona
Erigone antegona là một loài nhện trong họ Linyphiidae.
Loài này thuộc chi Erigone. Erigone antegona được Arthur Merton Chickering miêu tả năm 1970.